# Église Saint-Martin d'Étain
Pour les articles homonymes, voir église Saint-Martin.
L'église Saint-Martin d'Étain est une église située à Étain dans le département de la Meuse en région Grand Est.

## Histoire
L'église paroissiale Saint-Martin, construite au XIIe siècle, dont il subsiste la tourelle d'escalier sud et les murs contigus ainsi que des vestiges dans la travée droite de chœur. 
Les 5 premières travées de la nef et des bas-côtés sont construites au XIIIe siècle, après que l'archevêque de Trêves ait eu échangé en 1221, avec la collégiale de la Madeleine à Verdun, la ville d'Étain contre la ville de Mackeren aujourd'hui Kœnigsmacker en Moselle. 
6e et 7e travées ajoutées au XIVe siècle. 
Chœur reconstruit à partir de 1437 aux frais de Guillaume Huin, futur cardinal, originaire d'Étain (décédé en 1456). 
Six chapelles ajoutées aux bas-côtés nord et sud aux XIVe, XVe et XVIe siècles : à la 5e travée nord, chapelle fondée en 1385 pour Gilles Paixel ; la 2e travée nord, chapelle des fonts du XVe ; aux 4e et 5e travées sud, chapelle du XVe ; à la 7e travée sud, chapelle du Sacré-cœur limite XVe, XVIe ; à la 4e travée nord, chapelle Saint-Joseph fondée en 1519 pour Jean d'Issoncourt ; à la 6e travée nord, chapelle Saint-Nicolas du XVIe. 
Tour clocher reconstruite entre 1761 et 1771 (date portée avant la guerre 1914-1918). 
Édifice gravement endommagé en août 1914, restauré entre 1920 et 1953, il est classé au titre des monuments historiques depuis 1846.

### Pièta
La pietà de l'église Saint-Martin sculpture attribuée à Ligier Richier, classée monument historique en 1905.  La pietà (signifiant pitié en italien) est un épisode de la vie du Christ qui se déroule après la Descente de Croix et la Déploration. Elle se déroule avant la Mise au Tombeau. Marie reçoit le Christ mort dans ses bras. 
En Lorraine ce thème a connu une grande dévotion et tend à remplacer les Vierges à l'enfant à partir du XVe. Même si le nom de la statue est Vierge de Pitié, ce n'est pas la Vierge qui occupe le premier plan mais le Christ. De sa main gauche la Vierge soutient le bras du Christ. Sa main droite le retient contre elle. La tête de Jésus s'appuie sur l'épaule de sa mère.

### Plaques funéraires
- Dalle funéraire de Simon Brunnessaulx[3].
- Plaque funéraire d'Havys, femme de Buevelat[4].

### Orgue de tribune
Grand orgue de tribune, construit en 1936 par la Manufacture Roethinger.